# Radiumbromid
Radiumbromid ist ein weißer Feststoff, der im Dunkeln von selber leuchtet. Im Laufe der Zeit färbt sich Radiumbromid durch Radiolyse gelblich.

## Gewinnung und Darstellung
Wasserfreies Radiumbromid wird hergestellt, indem man das Chlorid bei Rotglut mehrere Stunden mit gasförmigem Bromwasserstoff umsetzt. Das Dihydrat RaBr2·2 H2O des Radiumbromids wird durch Auflösen von Radiumcarbonat in Bromwasserstoffsäure und anschließender Kristallisation erhalten.
{\displaystyle \mathrm {RaCO_{3}+2\ HBr+H_{2}O\longrightarrow RaBr_{2}\cdot \ 2\ H_{2}O+CO_{2}\uparrow } }

## Eigenschaften
Aus wässriger Lösung kristallisiert Radiumbromid als Dihydrat aus, das isomorph mit Bariumbromid BaBr2·2H2O ist. Das Dihydrat kann entwässert werden, indem man 200 °C heiße, trockene Luft darüberleitet. Das frisch kristallisierte Salz ist farblos, färbt sich aber durch Radiolyse durch Alphastrahlung mit der Zeit gelb. Durch das in den Kristallen entstandene Helium kann es passieren, dass die Kristalle zerplatzen.